# Bistum Santiago de Veraguas
Das Bistum Santiago de Veraguas (lateinisch Dioecesis Sancti Iacobi Veraguensis, spanisch Diócesis de Santiago de Veraguas) ist eine römisch-katholische Diözese mit Sitz in Santiago de Veraguas in Panama. 
Papst Paul VI. gründete das Bistum am 13. Juli 1963 aus Gebietsabtretungen des Erzbistums Panama und unterstellte es diesem als Suffraganbistum. Es umfasst die Provinz Veraguas.

## Bischöfe von Santiago de Veraguas
- Marcos Gregorio McGrath CSC (3. März 1964 – 5. Februar 1969, dann Erzbischof von Panama)
- Martín Legarra Tellechea OAR (3. April 1969 – 15. Februar 1975)
- José Dimas Cedeño Delgado (15. Februar 1975 – 18. April 1994, dann Erzbischof von Panama)
- Oscar Mario Brown Jiménez (17. Dezember 1994 – 30. April 2013)
- Audilio Aguilar Aguilar (seit 30. April 2013)

## Weblinks

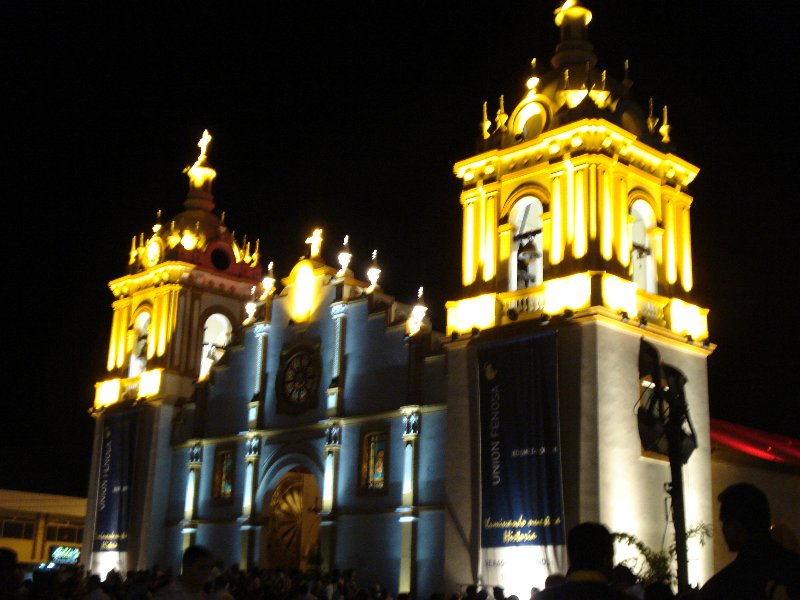
Catedral Santiago Apóstol